# Junior Prima díj
A Junior Prima díj 2007 óta kerül kiosztásra, amikor a Prima Primissima díj életre hívói úgy döntöttek, hogy önálló díjjal jutalmazzák a kiemelkedő teljesítményt nyújtó harminc év alatti fiatalok közül azokat, akik a jók közül is a legjobbak.
A Junior Prima díjnak öt társalapítója van, mindegyikük egy-egy önálló kategória mecénási feladatait vállalta fel. A Magyar Fejlesztési Bank a tudomány, az MVM Magyar Villamos Művek Zrt. a zene, a Docler Holding a népművészet, a KAVOSZ Zrt. (2014-ig az Erste Bank) a sajtó, az FHB Bank (2017-től a Takarékbank) pedig a színházi művészet terén kiemelkedő fiatal tehetségeket támogatja. Az alapítókhoz csatlakozott a Vodafone Magyarország, amely az oktatás és köznevelés kategória díjazottjait támogatta 2007 és 2011 között; azóta abban a kategóriában nem osztottak díjakat.
A Junior Príma díjak a szakmai zsűrik döntései alapján kerülnek odaítélésre, kategóriánként a 10 kiemelkedő eredményeket felmutató 30 év alatti fiatal tehetség elismerő oklevelet, egy kisméretű Ajkai Kristály Kincsem-szobrot, valamint 7 000 euróról kiállított csekket kapnak. A díjat 2012-ben 2 millió forintban állapították meg.

## Kategóriák
Az alapítás évében hat kategóriát határoztak meg:
- magyar tudomány;
- magyar sport;
- magyar oktatás és köznevelés;
- magyar építészet és építőművészet;
- magyar zeneművészet;
- magyar sajtó.

2008-tól a kategóriák közé felkerült a
- magyar irodalom;
- magyar képzőművészet;
- magyar színház- és filmművészet.

2011-től új kategória:
- magyar népművészet és közművelődés

## Díjazottak

### 2007
2007-ben csak három kategóriában osztottak díjat:
| Kategória       | Díjazottak |
| --------------- | --- |
| Magyar tudomány | Benczes István közgazdász Farkas Illés fizikus kutató Mátrai Tamás matematikus Nagy Levente Péter alkalmazott nyelvész Papp Balázs biológus kutató Dr. Rózsa Balázs orvos-fizikus Ságvári Bence szociológus Dr. Soós Tibor vegyész Szépszó Gabriella meteorológus Vásárhelyi Gábor mérnök-fizikus                                                                                                 |
| Magyar sport    | Benedek Dalma kajakozó Berki Krisztián tornász Cseh László úszó Hadfi Dániel cselgáncsozó Kucsera Gábor kajakozó Lőrincz Tamás birkózó Paksy Tímea kajakozó Póta Georgina asztaliteniszező Szávay Ágnes teniszező Vajda Attila kenus |
| Magyar oktatás  | Balogh Rodrigó közösségépítő Banda Ádám hegedűművész Dr. Bárány Tamás kémikus kutató Bóna Judit fonetikus Kovács Sztríkó Sarolta Katalin tanító és néptáncoktató Pasqualini Éva Friderika tanító Sulyok Katalin jog és biológia szakos egyetemi hallgató Szabó Kinga testnevelő tanár, dzsúdóedző Vargáné Török Krisztina magyar nyelv és irodalom tanár Ugrai István mozgókép- és médiapedagógus |

### 2008
| Kategória                         | Díjazottak |
| --------------------------------- | --- |
| Magyar tudomány                   | Dr. Bánóczi Zoltán szerves kémikus Dr. Halász Júlia biológus Dr. Katz Sándor fizikus Kocsis Bence fizikus Lajos Veronika etnográfus Dr. Lazáry Áron kutatóorvos Ludányi Anikó biológus Máthé András (matematikus) matematikus Dr. Tapaszto Levente fizikus Dr. Varga-Szemes Ákos orvos                                                                                          |
| Magyar sport                      | Görbicz Anita kézilabdázó Gyurta Dániel úszó Iváncsik Tamás kézilabdázó Kiss Tamás kenus Kisteleki Dóra vízilabdázó Kovács Csaba jégkorongozó Kozák Danuta kajakozó Szabó Gabriella kajakozó Varga Dániel vízilabdázó Varga Dénes vízilabdázó |
| Magyar oktatás és köznevelés      | Adorjáni Zsolt egyetemi óraadó tanár Belinszki József (Nyíregyházi Főiskola Színházi Műhelye) Deli Gergely egyetemi tanársegéd Győri Balázs fafaragó mester Juhász Vera konduktor Kornai Júlia matematika–biológia szakos tanár Mészáros Gergely (Semmelweis Egyetem Klinikai Doktori Iskola) Réti Evelin logopédus Várkonyi Péter kutatási programvezető Vizi Bernadett tanító |
| Magyar építészet és építőművészet | Bóta Katalin építészmérnök-hallgató Bujdosó Attila építészmérnök Deigner Ágnes építészmérnök-gyakornok Domokos Attila építész-tervezőművész Dréher Zsófia építészmérnök Éltető Zsófia építészmérnök Nagy Julianna Mária építész-tervezőművész Paál Zsófia Éva építészmérnök Szatori Dóra építész Sztranyák Gergely építész-tervezőművész, DLA hallgató                          |
| Magyar zeneművészet               | Bogányi Gergely zongoraművész Boldoczki Gábor trombitaművész Brickner Szabolcs énekes (tenor) Ewald Rézfúvós Kvintett Farkas Gábor zongoraművész Fenyő László gordonkaművész Hajnóczy Júlia énekesnő (szoprán) Héja Domonkos karmester Kelemen Barnabás hegedűművész Seres Dóra fuvolaművész                                                                                    |
| Magyar sajtó                      | Gasztonyi Dóra, MTI Iványi Balázs, Heti Válasz Kiss Roland, Világgazdaság Morvai Noémi, Duna TV Szántó Dávid, MTV Szlankó Bálint, Origo Takács András, Népszabadság Veiszer Alinda, MTV Windisch Judit, Kossuth Rádió Zalán Eszter, Népszabadság |
| Magyar irodalom                   | Babiczky Tibor író, költő Bárány András kritikus, filozófus Csepregi János szerkesztő, író Falusi Márton költő Follinus Anna költő Krusovszky Dénes költő, kritikus, szerkesztő Lanczkor Gábor költő Mestyán Ádám költő Szálinger Balázs költő Vincze Ferenc író, irodalomtörténész                                                                                             |
| Magyar képzőművészet              | Bácsi Róbert László fotóriporter Kerezsi Nemere szobrászművész Komlovszky-Szvet Tamás szobrászművész Kovalovszky Dániel fotóriporter Majoros Áron Zsolt szobrászművész Mécs Miklós Pál médiaművész Rabóczky Judit Rita szobrászművész Rácz Márta médiaművész Soós Nóra festőművész Szűcs Levente festőművész                                                                    |
| Magyar színház- és filmművészet   | Érdi Tamás zongoraművész Farkas Tamás világosító Gulyás Attila színművész Hámori Gabriella színművész Jordán Adél színművész Keresztes Tamás színművész Oláh Zoltán balettművész Pálmai Anna színművész Tornyi Ildikó színművész Varju Kálmán színművész |

### 2009
| Kategória                         | Díjazottak |
| --------------------------------- | --- |
| Magyar sport                      | Csipes Tamara, kajakozó Dzsudzsák Balázs, labdarúgó Honti Katalin, kosárlabdázó Hosszú Katinka, úszó Kis Gergő, úszó Marosi Ádám, öttusázó Mészáros Anett, cselgáncsozó Nemes Norbert, vízilabdázó Rédli András, vívó Varga József, labdarúgó |
| Magyar zeneművészet               | Baráti Kristóf, hegedűművész Borbély László, zongoraművész Csáki András, gitárművész Karosi Bálint, orgonaművész Kokas Katalin, hegedűművész Oláh Dezső, jazz–zeneszerző, zongoraművész Pataki Potyók Dániel, énekművész Richter Gábor, trombitaművész Vámosi–Nagy Zsuzsa, fuvolaművész Várdai István, csellóművész                                                                      |
| Magyar oktatás és köznevelés      | Béni Szabolcs, tanársegéd Eötvös József Cigány-Magyar Pedagógiai Társaság Horváth Gyula, tanársegéd Katonáné Cserepes Mária, informatika és matematika középiskolai tanár Kelen Anna, óvodapedagógus Nagyné dr. Szabó Andrea, egyetemi adjunktus Schirm Anita, tanársegéd Simonyi Károly Szakkollégium Tulassay Zsolt, tanársegéd Verdes Tamás, gyógypedagógus                           |
| Magyar tudomány                   | Dr. Sulyok Gábor, jogász Dr. Kubinyi Enikő, etológus Dr. Wittmann Gábor, agykutató Dr. Palla Gergely, fizikus Dr. Pap Gyula, matematikus Dr. Abrankó László, élelmiszertudós Dr. Kállay Csilla, kémikus Dr. Demeter Gábor, föld-és történelemtudós Dr. Széplaki Gábor, orvos Bankó Éva, kognitív idegtudomány, tudós                                                                     |
| Magyar sajtó                      | Cseke Eszter, Spektrum Tv Csillag Péter, Nemzeti Sport Jászberényi Sándor, Magyar Narancs Kiss Norbert Ádám, RTL Klub Kovács Anikó, szabadúszó Petrics Olga, MTI Schuster Richárd, TV2 Stumpf András, Heti Válasz Szabó Csilla, Magyar Katolikus Rádió Szilágyi Anna, szabadúszó |
| Magyar építészet és építőművészet | Dobos Zsófia, BME Rajzi és Formaismereti tanszék Fazekas Katalin, BME Középülettervezési tanszék Haraszti Lívia, BME Rajzi és Formaismereti tanszék Jószai Ágnes, BME Középülettervezési tanszék Káldos András, NYME Faipari Mérnöki Kar Oroszlány Miklós, BME Középülettervezési tanszék Tánczos Tibor, BME Középülettervezési tanszék Vesztergom Ádám, BME Lakóépülettervezési tanszék |

### 2010
| Kategória                         | Díjazottak |
| --------------------------------- | --- |
| Magyar színház- és filmművészet   | Bata Éva, színművész Feke Pál, színművész Felméry Lili, balettművész Izsák Lili, díszlet- és jelmeztervező Jancsó Dávid, film editor/vágó Nyári Gábor, táncművész Petrik Andrea, színművész Szandtner Anna, színművész Tenki Réka, színművész Tompos Kátya, színművész |
| Magyar építészet és építőművészet | Beke-Tóth Szilvia, okleveles építészmérnök Ghyczy Dénes Emil, építészmérnök Glatz Zsófia, okleveles építészmérnök Kovács D. Barna, egyetemi hallgató Kovács Zsófia, építészmérnök Lang Zoltán, okleveles építészmérnök Mizsei Anett, építészmérnök Szakál Ferenc, építésztervező művész Tamás Anna Mária, építőművész DLA Vass-Eysen Áron, építésztervező művész                                                                             |
| Magyar sajtó                      | Ablonczy Bálint, újságíró, Heti Válasz Bátorfy Attila, szerkesztő, Kreatív Magazin Kis Judit újságíró, MTI Munkácsy Márton, újságíró, FigyelőNet Oláh András, Info Rádió Pető Péter újságíró, Népszabadság Rovó Attila, szerkesztő-riporter, MR1-Kossuth Rádió Szentkirályi Balázs, újságíró, Index.hu Vidos Mihály, újságíró, MTV Weinhardt Attila, szakújságíró, portfolio.hu                                                              |
| Magyar tudomány                   | Dr. Kirilly Eszter, biológia - gyógyszerészet és idegtudomány Dr. Czeglédi Pál, közgazdaságtan Dr. Hangya Balázs, biológia (idegtudomány) Dr. Ősi Attila, földtudomány (paleontológia) Dr. Barabás Orsolya, kémia (biokémia) Dr. Rusai Krisztina, biológia (orvostudomány) Nemes-Incze Péter, fizika (anyagtudomány) Dr. Tóth Judit, kémia (biokémia) Dr. Szmola Richárd, biológia (orvostudomány) Dr. Lipinszki Zoltán, biológia (biokémia) |
| Magyar oktatás és köznevelés      | Dr. Horváthné dr. Petróczy Marietta, egyetemi tanársegéd Koltai Katalin, gitárművész, zenetanár Molnár Sándor, testnevelő és gyógytestnevelő tanár Semsey Zoltán Tamásné, tanító Csordás Péter, informatika és matematika szakos tanár Takács Dénes, egyetemi tanár Falvay Katalin, konduktor, tanító Pesthidegkúti Waldorf Iskola Gyökerek Tábor és Mozgalom Miskolci Ifjúsági Matematika Egyesület                                         |
| Magyar zeneművészet               | Bella Máté András, zeneszerző Balogh Roland, dzsesszgitár művész Lajkó István, zongoraművész Szabó Balázs, orgonaművész Fülei Balázs, zongoraművész Zempléni Szabolcs, kürt művész Rácz Rita, énekesnő Somlai Petra, fortepiano, csembaló művész Káli-Fonyódi Fruzsina, oboa művész Accord Quartet vonósnégyes |
| Magyar sport                      | Csernoviczki Éva, cselgáncsozó Farkasdi Ramóna, kajakozó Fucsovics Márton, teniszező Hetényi Zoltán, jégkorongozó Kapás Boglárka, úszó Kovacsics Anikó, kézilabdázó Nagy Kornél, kézilabdázó Rapport Richárd, sakkozó (sakkmester) Sors Tamás, úszó Szilágyi Áron, vívó |

| Kisorsolt nyereményautó | Dr. Kirilly Eszter a Tudomány kategória díjazottja |

### 2011
| Kategória                          | Díjazottak |
| ---------------------------------- | --- |
| Magyar oktatás és köznevelés       | Bakó Béla, egyetemi tanár Boros Julianna, egyetemi oktató Egyszervolt Alapítvány Lovász Eszter, óvodapedagógus Nagy-Köteles Kamilla, tanító Schlotter Ildikó, oktató Stégner Péter, német nyelvtanár Dr. Szanda Gergő, egyetemi tanársegéd Tassy Gergely, matematikus és matematika szakos tanár Virág Emese, oktató                                 |
| Magyar népművészet és közművelődés | Csepcsányi Éva, irodalmár Enyedi Ágnes, népdalénekes Eredics Salamon, fúvós, pengetős Guessous Majda Mária, pengetős, énekes Marczibányi Téri Kodály Zoltán Ének Zenei Általános Iskola leánykara Nyitrai Tamás, vonós Soós András, vonós Soós Réka, vonós, énekes Tímár Sára, énekes Zsákai István, késes, kovács                                   |
| Magyar sajtó                       | Galán Angéla, műsorvezető Helmeczi Zoltán, újságíró Iványi Zsófia Barbara, újságíró Kollányi Péter, újságíró Laky Zoltán, újságíró Ördög Nóra, műsorvezető Palkó István, újságíró Pietsch Judit, újságíró Sipos Szilvia Anna, újságíró Szegő János, szerkesztő                                                                                       |
| Magyar színház- és filmművészet    | Cziegler Balázs, díszlettervező Göttinger Pál, rendező Grisnik Petra, színművész Józan László, színművész Kovács Lehel, színművész Ötvös András, színművész Pál András, színművész Pazár Krisztina, címzetes magántáncos Polgár Csaba, színművész, rendező Tóth Orsi, színművész                                                                     |
| Magyar tudomány                    | Dr. Asbóth János, fizika Gyarmati Katalin, matematika Dr. Jakus Zoltán, orvostudomány Dr. Kovács István János, geológia Dr. Mátyás Ferenc, agykutatás Dr. Mátyus Edit, elméleti kémia Dr. Németh Krisztián, orvostudomány Sik András, planetológia Dr. Szomora Zsolt, állam- és jogtudomány Dr. Szűcs Zoltán Gábor, politikatudomány                 |
| Magyar zeneművészet                | ifj. Balázs János, zongoraművész Baráth Emőke, énekesnő Fenyvesi Márton, gitárművész, zeneszerző In Medias Brass Quintet Madaras Gergely, karmester, fuvolaművész Razvaljajeva Anasztázia, hárfaművész Rohmann Ditta, csellóművész Szegedi Csaba, operaénekes Virágh András Gábor, orgonaművész, zeneszerző Wagner Csaba, harsonaművész              |
| Magyar építészet és építőművészet  | Antal Gabriella, okl. építészmérnök Csizmadia Péter DLA, okl. építész Csízi László, okl. építészmérnök Gutai Mátyás PhD, építészmérnök Holczer Veronika, okl. építészmérnök Katona András, okl. építészmérnök Koncz Zoltán, okl. építészmérnök László Zsolt, építésztervező művész Mónus Noémi, építésztervező művész Mózes Ádám, okl. építészmérnök |
| Magyar sport                       | Biczó Bence, úszó Deák Nagy Marcell, atléta Gyenesei Leila, öttusázó Hárai Balázs, vízilabdázó Joó Abigél, cselgáncsozó Korisánszky Dávid, kenus Mikes Anna, versenytáncos Tóth Adrienn, öttusázó Vadnai Benjamin, vitorlázó Veres Richárd, kick-boxos                                                                                               |

### 2012
| Kategória                          | Díjazottak |
| ---------------------------------- | --- |
| Magyar sport                       | Bor Barna, cselgáncsozó Hanga Ádám, kosárlabdázó Harcsa Zoltán, ökölvívó Hidvégi Vid, tornász Karakas Hedvig, cselgáncsozó Kovács Sarolta, öttusázó Lékai Máté, kézilabdázó Megyeri Balázs, labdarúgó Módos Péter, birkózó Sofron István, jégkorongozó                                                                       |
| Magyar népművészet és közművelődés | Dede Orsolya, szőnyegszövő, takács Dragony Gábor, népzenész Fekete Márton, hegedűművész Kalász Máté, hegedűművész Kropf Milán, fafaragó Németh András, népzenész Szlama László, népzenész Tárkány Művek zenekar Török Tilla, népdalénekes Zámbó István, táncos, előadóművész                                                 |
| Magyar építészet és építőművészet  | Borsos Ágnes, okl. építész Falvai Balázs, okl. építészmérnök Hakkel Márton, okl. építész Kemes Balázs, okl. építészmérnök Köninger Szilárd, okl. építészmérnök Losonczi Anna, okl. építészmérnök Medvegy Gabriella, okl. építészmérnök Szendrei Zsolt, okl. építészmérnök ODOO (Bakos Bálint)                                |
| Magyar tudomány                    | Dr. Czakó Gábor, elméleti kémia Dudás Levente, villamosmérnöki tudományok Dr. Kiss Gábor Gyula, fizika Dr. Korcsmáros Tamás, biológia Kun Gábor, matematika Dr. Lazáry Judit, orvostudomány Dr. Marton Péter, társadalomtudomány Dr. Nagy Nikoletta, orvostudomány Rokob Tibor András, elméleti kémia Dr. Tóth Gyula, fizika |
| Magyar színház- és filmművészet    | Fekete Ádám, dramaturg, szerző Kerényi Miklós Máté, színművész Orosz Ákos, színművész Pap Adrienn, balettművész, magántáncos Radnay Csilla, színművész Rév Marcell, operatőr Szabó Kimmel Tamás, színművész Szlávik Juli, jelmeztervező Telekes Péter, színművész Trokán Anna, színművész                                    |
| Magyar sajtó                       | Gál-Döbörhegyi Anna, újságíró Kőműves Anita, újságíró Pányi Szabolcs, online véleményújságíró, blogszerkesztő Tófalvy Tamás, kommunikációs szakújságíró Váczi István, újságíró, rovatvezető |
| Magyar zeneművészet                | Anima Musica Kamarazenekar Balatoni Sándor, orgonaművész Gyöngyösi Ivett, zongoraművész Kállai Ernő, hegedűművész Medgyesi Zsolt, zongoraművész Szigetvári Dávid, énekművész Szőke Nikoletta, énekesnő Tóth Péter, zongoraművész Vörös Szilvia, operaénekes Zombola Péter, zeneszerző                                        |

### 2013
| Kategória                          | Díjazottak |
| ---------------------------------- | --- |
| Magyar zeneművészet                | Angelica Leánykar Bencze Csaba harsonaművész Kohán István klarinétművész Lebhardt Dániel zongoraművész Nyári László hegedűművész Solti Árpád zeneszerző Szabó Ildikó gordonkaművész Tálas Áron jazz zongoraművész Tóka Ágoston orgonaművész Tóth Balázs trombitaművész |
| Magyar tudomány                    | Berényi Antal (agykutatás) Gyuranecz Miklós (állatorvos-tudomány) Katona Gergely (idegtudományok) Kálmán Orsolya (fizika) Mándity István (kémia) Must Anita (orvostudomány) Orbulov Imre Norbert (anyagtudomány és –technológia) Szász A. Marcell (rákkutatás) Tamás Ábel (irodalomtudomány) Zádori Dénes (orvostudomány)                                                                            |
| Magyar sajtó                       | Csepelyi Adrienn (Geomédia Kiadó, Kötényblog) Fabók Bálint (Origo) Mohai Balázs (MTI külsős fotóriportere) Plankó Gergely (444.hu) Rényi Pál Dániel (Magyar Narancs) |
| Magyar színház- és filmművészet    | Balázs Juli látványtervező Keresztes Gábor zeneszerző Medvecz József címzetes magántáncos Molnár Nikolett színművész Réti Adrienn színművész Molnár Áron színművész Krisztik Csaba színművész Schruff Milán színművész |
| Magyar népművészet és közművelődés | Berta Alexandra népdalénekes, citerás, népzene tanár Csoóri Sándor népdalénekes, népzenész Hevesi Ernő Ferenc hegedűművész Illés Vanda hímző Kovács Márton Bence népzenész Kubinyi Júlia népdalénekes Rosonczy-Kovács Mihály népzenész, népdaloskönyv-szerkesztő, művelődés-szervező Tintér Gabriella népzenész, népdalénekes Vódli Zoltán ostorkészítő, bőrműves Zsuráfszki Zoltán György néptáncos |

### 2014
| Kategória                       | Díjazottak |
| ------------------------------- | --- |
| Népművészet és közművelődés     | Csernók Klára népzenész, népművész Csizmadia Anna népdalénekes Gajdics Krisztián bőrműves Gera Anita koreográfus, táncos Kiss Balázs Péter néptáncos Kiss-Balbinat Ádám hegedűművész ifjabb Rádi László fafaragó ifjabb Sárközi Lajos hegedűművész Szabó Erzsébet kézműves Tókos Attila néptáncos |
| Magyar sajtó                    | Bihari Ádám (TV2) Csiki Gergely (Portfolio) Jenei Miklós (Index) Máté Bence természetfotós Oroszi Babett (Átlátszó) Seres Gerda (Inforádió) |
| Magyar színház- és filmművészet | Béres Márta színművész Lovas Rozi színművész Mórocz Adrienn színművész, bábos, táncművész Orth Péter színművész Rétfalvi Tamás színművész Szatory Dávid színművész Székely Szilveszter táncművész Zomborácz Virág rendező, forgatókönyvíró                                                        |
| Magyar tudomány                 | Bordács Sándor fizika Bödör Csaba orvostudomány Enyedi Balázs orvostudomány Höfler Lajos kémia Kovács-Hostyánszki Anikó ökológia Kóspál Ágnes csillagászat Lekli István orvostudomány Nagy G. László biológia Pozsgay Balázs fizika Simon Zsolt nyelvtudomány                                     |
| Magyar zeneművészet             | Bán Máté fuvolaművész Celeng Mária énekesnő Devich Gergely gordonkaművész Elmauer János trombitaművész Farkas Mira hárfaművész Fejérvári Zoltán zongoraművész Fonay Tibor jazz-basszusgitár művész Környei Miklós gitárművész Pusker Júlia hegedűművész Váradi László zongoraművész               |

### 2015
| Kategória                       | Díjazottak |
| ------------------------------- | --- |
| Népművészet és közművelődés     | Eredics Benjámin népzenész Mihó Attila népzenész Salamon Soma népzenész Zimber Ferenc népzenész Maksa Henrietta néptáncos Sánta Gergő néptáncos Belencsák István Béla késkészítő Fekete Ildikó tojásfestő Nagy Beáta bőrműves Aranyos Sándor muzeológus                                   |
| Magyar sajtó                    | Borbás Barna (Heti Válasz) Csudai Sándor fotós (Magyar Hírlap) Mészáros Tamás (MTI) Zsiborás Gergő (Forbes) B. Simon Krisztián szabadúszó újságíró Szabó Péter (Index) |
| Magyar színház- és filmművészet | Pálos Hanna színművész Király Dániel színművész Trokán Nóra színművész Nagy Dániel Viktor színművész Hoffer Károly bábszínész-rendező Kovács D. Dániel rendező Dömölky Dániel színházi fotográfus                                                                                         |
| Magyar zeneművészet             | Kiss Péter zongoraművész Szabó Marcell zongoraművész Szajkó Géza hegedűművész Kruppa Bálint hegedűművész Kokas Dorka gordonkaművész Mohai Zsófia oboaművész Pálfalvi Tamás trombitaművész Tóth Bálint kürtművész Wettl Mátyás zeneszerző Oláh Krisztián dzsessz-zongora művész            |
| Magyar tudomány                 | Aliczki Manó (idegtudomány) Bikov András (orvostudomány) Csikvári Péter (matematika) Csuka Dorottya (orvostudomány) Gyuris Ferenc (földrajztudomány) Hatvani István Gábor (környezettudomány) Janáky Csaba (kémia) Nagy Dávid (fizika) Tarcsay Ákos (kémia) Toldi Gergely (orvostudomány) |

### 2016
| Kategória                       | Díjazottak |
| ------------------------------- | --- |
| Népművészet és közművelődés     | Básits Branka népdalénekes-előadóművész Horváth Eszter néptáncművész-pedagógus Kerékgyártó Gergely népzenész-előadóművész Kovács Bence néprajzkutató-muzeológus Módos Máté néptáncművész-táncpedagógus Páll Éva népzenész-előadóművész Sándor Károly Tamás bőrműves Sütő Brigitta hímző Szabó András népzenész Tokaj Attila fafaragó |
| Magyar sajtó                    | Bolcsó Dániel az Index újságírója Fábián Tamás az Index újságírója Kovács Bálint az Index újságírója Rátonyi Krisztina, a Petőfi Tv arca Sarkadi Zsolt, a 444 újságírója Turzó Ádám, a Portfolio.hu újságírója Urfi Péter, a Magyar Narancs újságírója |
| Magyar színház- és filmművészet | Eke Angéla színművész, Nylon Group, szabadúszó Szilágyi Csenge színművész, Vígszínház (korábban Centrál Színház) Benkó Bence rendező és Fábián Péter rendező, a K2 Színház alapítói Boross Martin dramaturg, színházi vezető, rendező, STEREO Akt, Fehér Tibor színművész, Nemzeti Színház, Budapest Lábodi Ádám színművész, Vörösmarty Színház, Székesfehérvár Vecsei Miklós színművész, dramaturg és ifj. Vidnyánszky Attila színművész, rendező Wunderlich József színművész, Vígszínház (korábban Pécsi Nemzeti Színház) |
| Magyar zeneművészet             | Baranyai Barnabás gordonkaművész Boros Mihály zongoraművész Brindás Barnabás harsonaművész Csabay Domonkos zongoraművész Erdélyi Dániel karmester, Homoki Gábor hegedűművész Kocsis Krisztián zongoraművész Rab Gyula tenor Ránki Fülöp zongoraművész Tornyai Péter zeneszerző |
| Magyar tudomány                 | Antal László Dékány Éva nyelvész Ivády Viktor fizikus Janacsek Karolina pszichológus Kardos Ádám fizikus Maléth József kutató orvos, Molnár László csillagász, Szalay Gergely kutató orvos Tárnoki Ádám kutató orvos Tárnoki Dávid kutató orvos Tóth Arnold kutató orvos |

### 2017
| Kategória                       | Díjazottak |
| ------------------------------- | --- |
| Népművészet és közművelődés     | Barka Dávid táncművész Boda Gellért népzenész Fundák–Kaszai Lili Olívia néptáncművész Gelencsér János népzenész, népzene-tanár Laposa Julianna népzenész Moussa Ahmed táncművész Petrovics Nikolett népi vászon szövő Szatmáriné Győri Tünde kézi szövő Verebély Balázs hímző Zsikó Zoltán népdalénekes                     |
| Magyar sajtó                    | Árgyelán Ágnes, a Portfolio.hu újságírója Juhász Rita, a közmédia hírügynökségi tudósítója Krizbai Diána, a közmédia hírügynökségi tudósítója Simon Rita, az Ungváron megjelenő Kárpáti Igaz Szó újságírója Martin Wanda, divat-, koncert- és szociofotós Köpöncei Csilla, a Magyar Idők újságírója                         |
| Magyar színház- és filmművészet | Tasnádi Bence színművész Czakó Julianna színművész Patkós Márton színművész Szemere Zita operaénekes Szabó-Székely Ármin dramaturg Zöldy Z Gergely díszlet-, jelmez- és látványtervező |
| Magyar zeneművészet             | Balázs István gordonkaművész Balogh Ádám zongoraművész Balogh Tamás jazz-zongorista, zeneszerző Dolfin Balázs gordonkaművész Horti Lilla operaénekes Kovács Levente zeneszerző Lukács Gergely tubaművész Szalai Lotti gitárművész Sztán Attila harsonaművész Varga Oszkár hegedű- és brácsaművész                           |
| Magyar tudomány                 | Bodai Zsolt (kémia) Bolgár Bence (bioinformatika) Bunford Nóra (idegtudomány, pszichológia) Dömötör Orsolya (kémia) Grolmusz Vince Kornél (orvostudomány) Kovács Péter (klinikai orvostudományok) Perlaki Gábor (orvostudomány) Szalai Tamás (csillagászat) Varga Zoltán (orvostudomány) Vincze Miklós Pál (földtudományok) |

### 2018
| Kategória                       | Díjazottak |
| ------------------------------- | --- |
| Népművészet és közművelődés     | Csenki Zalán népzenész Héjja Bella Emerencia népi énekes Tóth Luca Réka népzenetanár Vizeli Máté népzenetanár ifj. Szeverényi Barnabás néptáncos Gera Zoltán néptáncos Antal Imola vászonszövő Mundrusz Anett viseletkészítő Simkó Fanni bőrműves Pál-Kovács Dóra táncantropológus |
| Magyar sajtó                    | Bajnok Artúr, az MTI brüsszeli tudósítója Czwick Dávid, az InfoRádió munkatársa Előd Fruzsina, az Index újságírója Hornyák József, a portfolio.hu munkatársa Lukács Viktor, az M4 sportkommentátora Szalai Laura, a Magyar Hírlap újságírója |
| Magyar színház- és filmművészet | Gubik Petra színművész Hegymegi Máté színész, koreográfus, rendező Mészáros Blanka színművész Simon Zoltán színművész Zoltán Áron színművész |
| Magyar zeneművészet             | Balogh Máté zeneszerző Demény Balázs zongoraművész Dolfin Benedek csellista Horváth Benedek zongoraművész Könyves-Tóth Mihály trombitaművész Kovács Gergely zongoraművész Pataki Bence operaénekes Rafael Márió dzsesszzongorista Rajna Martin karmester Tomasz Máté Milán csellóművész |
| Magyar tudomány                 | Dr. Ábrányi-Balogh Péter (vegyészmérnök, gyógyszervegyészet) Dr. Czövek Dorottya (orvos, gyermek tüdőgyógyászat) Dr. Harami Gábor (biológus, génkutatások) Dr. Kreizinger Zsuzsa (állatorvos, bakteriológia) Dr. Kun Emma (csillagász, kettős fekete lyuk) Dr. Pancsa Rita Anna (biológus, fehérjeszerkezetek) Dr. Pap Domonkos (biológus, krónikus vesebetegség) Dr. Szalárdy Levente (orvos, idegrendszeri kutatások) Dr. Takáts Szabolcs (biológus, molekuláris sejtbiológia) Dr. Vancsó Péter (fizikus, nanométeres léptékű anyagtudomány) |

### 2019
| Kategória                       | Díjazottak |
| ------------------------------- | --- |
| Népművészet és közművelődés     | András Orsolya népdalénekes, népzenész Bacsó Lilla táncművész, néptánc pedagógus Bencze Mátyás népzenész, népi hegedűs Demeter Anita bőrműves Demény Krisztián citerás népzenetanár Klitsie-Szabad Boglárka mesemondó, néprajzkutató Marton-Bőczy Boglárka nemezkészítő Németh Antal táncművész, néptánc pedagógus Sánta-Bíró Anna táncművész, néptánc pedagógus Széles Zsolt faragó |
| Magyar sajtó                    | Bánlaki D. Stella, Forbes Csabai Máté, fidelio.hu Huszák Dániel, portfolio.hu Koltay Anna, MTVA Nagy Kristóf, Magyar Nemzet Nemes Anna, ATV |
| Magyar színház- és filmművészet | Balázsi Gergő Ármin balettművész Dér Zsolt színművész Fehér Balázs Benő színész-rendező Markó-Valentyik Anna bábszínész Szabó Sebestyén László színész |
| Magyar zeneművészet             | Balázs Elemér György zongoraművész Cseh Péter dzsesszgitáros Csőke Flóra gordonkaművész Dobszay Péter karmester, orgonaművész Jenei Erzsébet hárfaművész Korossy-Khayll Csongor hegedűművész Megyimórecz Ildikó operaénekes Sheuring Kata fuvolaművész Szokolay Ádám Zsolt zongoraművész Tóth Kristóf hegedűművész                                                                   |
| Magyar tudomány                 | Bajusz Dávid (vegyészet) Endrődy Balázs (vegyészet) Kemenesi Gábor (biológia) Nyerges Ákos József (biológia) Osváth Zsófia (vegyészet) Poór Miklós (gyógyszerészet) Ribli Dezső (fizika) Sándor Renáta (agrártudományok) Szőnyi András (orvostudomány) Walter Fruzsina (biológia) |

### 2020
| Kategória                       | Díjazottak |
| ------------------------------- | --- |
| Népművészet és közművelődés     | Csiki Virág népi kézműves Farkas Máté néptáncos, előadóművész Fekete Borbála népi énekes Juhász Áron bőrműves Juhász Sándor néptáncos, előadóművész Melles Endre néptáncos, előadóművész Nádasdy Fanni népi énekes, népzenetanár Pálházi Bence népi hegedűs, népzenetanár Vajas Albert népi hegedűs, népzenetanár Vancsa Boglárka szövő                  |
| Magyar sajtó                    | Bánáti Anna (Forbes) Gazsó Orsolya (független) Haraszti Nikolett (Duna Tv) Oláh Dániel (Mandiner) Pásztor Roxána (portfolio.hu) Török Réka (ATV) |
| Magyar színház- és filmművészet | Kelemen Kristóf író, dramaturg, rendező Kis Hajni filmrendező Pallag Márton színművész Sodró Eliza színművész Waskovics Andrea színművész Szenteczki Zita rendező |
| Magyar zeneművészet             | Berecz Mihály zongoraművész Fürjes Anna Csenge operaénekes Hotzi Mátyás gordonkaművész Kecskés D. Balázs zeneszerző Láposi Dániel ütőhangszeres művész, zeneszerző Mészáros Zsolt Máté orgonaművész Osztrosits Éva hegedűművész Sztranyák Dávid harsonaművész Várallyay Petra hegedűművész, jazz-zongorista Vida Mónika Ruth zongoraművész               |
| Magyar tudomány                 | Bajusz-Rácz Anita (vegyészet), Horváth András Attila (orvostudomány), Józsa Viktor (gépészmérnöki tudományok/tüzeléstechnika), Kolossváry Márton (orvostudomány), Kriskovics Levente (csillagászat), László Zsófia (biológia), Mátyás Csaba (orvostudomány), Nagy Péter (elméleti és fizikai kémia), Nemes Gergő (matematika), Szigeti Tamás (vegyészet) |

### 2021
| Kategória                       | Díjazottak |
| ------------------------------- | --- |
| Magyar színház- és filmművészet | Bordás Roland színművész Gyöngyösi Zoltán színművész Leblanc Gergely balett-táncos Mentes Júlia Virgínia színművész Rózsa Krisztián színművész Rujder Vivien színművész |
| Magyar sajtó                    | Dóczi Violett (Behaviour – a HR-magazin – Főszerkesztő, Bolgár Hírek – főszerkesztő, MTVA) Kiss Dóra (Hajdú-Bihari Napló) Molnár H. Boglárka (Kecskemét Tv) Szabó Krisztián (atlatszo.hu) Zsoldos Ákos (portfolio.hu) Vermes Nikolett (független)                                                                                            |
| Népművészet és közművelődés     | Babcsán Bence népzenész Cseszák Zsombor népzenész, zenetanár Eitler Ágnes néprajzkutató Gerencsér Enikő kékfestő Ifj. Szerényi Béla népzenész Kacsó Hanga Borbála népdalénekes Kovács Gábor Norbert néptáncos előadóművész Rotaru-Gulyás Eszter népi ékszer- és öltözetkészítő Sáfrán Balázs néptáncos előadóművész Sőregi Anna népdalénekes |
| Magyar zeneművészet             | Balázs-Piri Soma zongoraművész Bene Róza csembalóművész Devich Benedek nagybőgőművész Dobos Dániel zeneszerző Egri János Jr. jazz-zongoraművész, jazz-ének előadóművész Kökény Eszter hegedűművész Magyar Valentin zongoraművész Oláh Kálmán jazz-szaxofonművész Seidl Dénes trombitaművész Szeleczki Artúr Norbert operaénekes              |

### 2022
| Kategória                       | Díjazottak |
| ------------------------------- | --- |
| Magyar színház- és filmművészet | Barta Ágnes színművész Benedek Dániel színművész Hartai Petra színművész Koltai-Nagy Balázs színművész Vilmányi Benett színművész (a díjat visszautasította) |
| Népművészet                     | Aranyos Norina néptáncos, táncpedagógus Bordás Barnabás néptáncos, táncpedagógus Számfira Máté néptáncos, táncpedagógus Bajka Márta vászonszövő Böröcz Balázs népzenész, zenetanárt Gubinecz Ákos népi énekes, citerás, előadóművész Kosina Péter számadó csikós Porkoláb Benedek bőrműves Szamek Lili viseletkészítő Zsikó Zsuzsanna népi énekes, előadóművész |
| Ismeretterjesztés és média      | Ádám Rebeka Nóra (Mandiner) Gabnay Máté (független) Gólya Ágnes (Forbes) Kocsmár-Tóth István (Index) Koltai-Kiss Borbála (MTVA) Koós Anna (penzcentrum.hu) |
| Magyar zeneművészet             | Eszenyi Zsombor klarinétművész Fröschl Éva Lilla kürtművész Hartmann Domonkos Péter csellóművész Hontvári Gábor karmester Horváth Balázs dzsesszzongoraművész Oláh Patrik zeneszerző Pellet Sebestyén zongoraművész Rozsonits Ildikó zongoraművész Tabajdi Ádám orgonaművész Tuznik Natália operaénekes                                                         |

### 2023
| Kategória                       | Díjazottak |
| ------------------------------- | --- |
| Magyar színház- és filmművészet | Giliga Ilka díszlet- és jelmeztervező, Hajdu Tibor színész, a Győri Nemzeti Színház tagja László Lili színész, az Orlai Produkció alkotóközösségének tagja Medveczky Balázs színész, a Vígszínház társulatának tagja Tarnóczi Jakab, a Katona József Színház rendezője                                                                              |
| Ismeretterjesztés és média      | Berecz Péter (ATV) Csóti Rebeka (24.hu) Holló Bettina (Index) Kisbali Bence (Petőfi Rádió, völgyváros) Kövesy Károly (Portfolio) Lengyel Emese (Mediaworks) |
| Népművészet                     | Demjén Dorottya nemezműves Gazsi László Márk néptáncos előadóművészt, táncpedagógus Hódi Fruzsina népi énekest, énektanár Horváth Bálint népzenészt, népi tamburás Husvét Dániel néptáncos előadóművész Koós Dezső népi bőrműves Kuklis Zoltán népzenészt, népi hegedűs Marton Károly nemez- és szűrkészítőt Mery Rebeka népi énekest, előadóművész |
| Tudomány                        | Abdai Judit (etológia) Biró Zsófia (jogtudományok, gazdaságtudományok) Boza István (közgazdaságtan) Csípő Tamás (orvostudomány) Kutus Bence (kémia) Mester Dávid (kémia) Polyák Helga (biológia) Prokop Susanne (orvostudomány) Szlancsik Attila (műszaki tudományok/anyagtudomány) Varga Tamás (fizika)                                            |
| Zeneművészet                    | Ács Dominika fuvolaművész, összművészeti alkotó Balog Alexandra zongoraművész Bucz Magor zeneszerző Gudics Marcell dobművész Gudics Martin basszusgitár-művész Kissjudit Anna operaénekes Králik Abigél hegedűművész Lugosi Ali klarinétművész Nagy Emma dzsesszénekes Temesvári Bence gordonkaművész                                               |

### 2024
| Kategória                  | Díjazottak |
| -------------------------- | --- |
| Zeneművészet               | Balog Nella csellóművész Drippey Máté jazzszaxofonos ifjabb Gál László kürtművész Kelemen Gáspár hegedűművész Mester Dávid zeneszerző és zongoraművész Nagy Ábel Márton jazz-zongoraművész, zeneszerző és énekes Papp Mátyás jazz-harsonaművész és hangszerelő Stark János Mátyás hegedűművész, zeneszerző Szabady Ildikó fuvolaművész Szalai Molli zongoraművész                               |
| Színművészet               | Borsi-Balogh Máté, a budapesti Örkény István Színház tagja Kovács Tamás, a székesfehérvári Vörösmarty Színház tagja Márkus Luca, a Vígszínház tagja Mészöly Anna, a Miskolci Nemzeti Színház tagja Nagy Ilka Janka vágó |
| Népművészet                | Antal Eszter szövő Bukits Eszter nemezkészítő Csenki-Túri Luca népi hegedűst, népzenetanár Csonka Balázs népi tamburás, népzenetanár Góli Ramóna Erzsébet ékszerkészítő Kollár-Apró Anna népi énekes, koboztanár, dalszerző Kupec Zsófia néptáncost, táncpedagógus Porkoláb-Varró Sára szövő Szilágyi Boglárka népi bőgős, népzeneelmélet-tanár Tóth Alma néptáncos előadóművész, táncpedagógus |
| Ismeretterjesztés és média | Gábor Zoltán (Index) Varga Bence (Fidelio) Ács Sándor Bence (Portfolio) Farkas Márton (MTVA) Mészáros Gergő (VG) Debreceni Kamilla (Ungvár TV) |